# أنديرس بولسين
أنديرس بولسين هو لاعب هوكي الجليد دنماركي، ولد في 18 يناير 1991 في هرنينغ في الدنمارك.

## وصلات خارجية
- أنديرس بولسين على موقع EliteProspects.com (الإنجليزية)
- أنديرس بولسين على موقع Eurohockey.com (الإنجليزية)
- أنديرس بولسين على موقع HockeyDB.com (الإنجليزية)